# Староладожское сельское поселение
Старола́дожское се́льское поселе́ние — муниципальное образование на территории Волховского района Ленинградской области. Административный центр — село Старая Ладога.

## География
Поселение расположено в центральной части района по обоим берегам реки Волхов.
По территории поселения проходят автодороги:
- А114 (Вологда — Новая Ладога)
- Р21 (E 105) «Кола» (Санкт-Петербург — Петрозаводск — Мурманск)
- 41А-006 (Зуево — Новая Ладога)
- 41К-055 (Волхов — Кисельня — Черноушево)
- 41К-059 (Волхов — Бабино — Иссад)
- 41К-194 (Старая Ладога — Кисельня)
- 41К-195 (Волхов — Княщина)
- 41К-196 (Старая Ладога — Трусово)

Расстояние от административного центра поселения до районного центра — 14 км.

## История
В феврале 1919 года в составе Новоладожского уезда была образована Октябрьская волость с центром в селе Старая Ладога.
В начале 1920-х годов в составе Октябрьской волости Новоладожского (Волховского) уезда был образован Староладожский сельсовет.
В августе 1927 года Октябрьская волость была упразднена, Староладожский сельсовет вошёл в состав вновь образованного Волховского района Ленинградской области.
В ноябре 1928 года к Староладожскому сельсовету присоединены Иваноостровский, Княщинский и Трусовский сельсоветы.
18 января 1994 года постановлением главы администрации Ленинградской области № 10 «Об изменениях административно-территориального устройства районов Ленинградской области» Староладожский сельсовет, также как и все другие сельсоветы области, был преобразован в Староладожскую волость.
1 января 2006 года в соответствии с областным законом № 56-оз от 6 сентября 2004 года «Об установлении границ и наделении соответствующим статусом муниципального образования Волховский муниципальный район и муниципальных образований в его составе» образовано Староладожское сельское поселение, в которое вошла территория бывшей Староладожской волости.

## Население
| 2006  | 2010  | 2011  | 2012  | 2013  | 2014  | 2015  |
| ----- | ----- | ----- | ----- | ----- | ----- | ----- |
| 2700  | ↘2573 | ↘2568 | ↗2633 | ↘2622 | ↗2623 | ↘2574 |
| 2016  | 2017  | 2018  | 2019  | 2020  | 2021  | 2023  |
| ↘2508 | ↘2477 | ↘2467 | ↘2436 | ↘2421 | ↗2485 | ↘2443 |
| 2024  | 2025  |       |       |       |       |       |
| ↘2428 | ↗2435 |       |       |       |       |       |

## Состав сельского поселения
На территории поселения находятся 17 населённых пунктов:
| №  | Населённый пункт  | Тип населённого пункта       | Население    |
| -- | ----------------- | ---------------------------- | ------------ |
| 1  | Ахматова Гора     | деревня                      | ↗67 (2017)   |
| 2  | Балкова Гора      | деревня                      | →16 (2017)   |
| 3  | Велеша            | деревня                      | →0 (2017)    |
| 4  | Зелёная Долина    | деревня                      | ↘13 (2017)   |
| 5  | Ивановский Остров | деревня                      | ↘101 (2017)  |
| 6  | Извоз             | деревня                      | ↘14 (2017)   |
| 7  | Княщина           | деревня                      | ↗30 (2017)   |
| 8  | Лопино            | деревня                      | ↘13 (2017)   |
| 9  | Межумошье         | деревня                      | ↘0 (2017)    |
| 10 | Местовка          | деревня                      | ↗63 (2017)   |
| 11 | Мякинкино         | деревня                      | ↗98 (2017)   |
| 12 | Обухово           | деревня                      | ↗6 (2017)    |
| 13 | Подол             | деревня                      | ↘13 (2017)   |
| 14 | Сельцо-Горка      | деревня                      | →0 (2017)    |
| 15 | Старая Ладога     | село, административный центр | ↘1954 (2017) |
| 16 | Трусово           | деревня                      | ↘2 (2017)    |
| 17 | Чернавино         | деревня                      | ↘72 (2017)   |

## Достопримечательности
В селе Старая Ладога расположен Староладожский историко-архитектурный и археологический музей-заповедник, в состав которого входит Староладожская крепость. На правом берегу Волхова находятся Любшанская крепость и урочище Плакун.

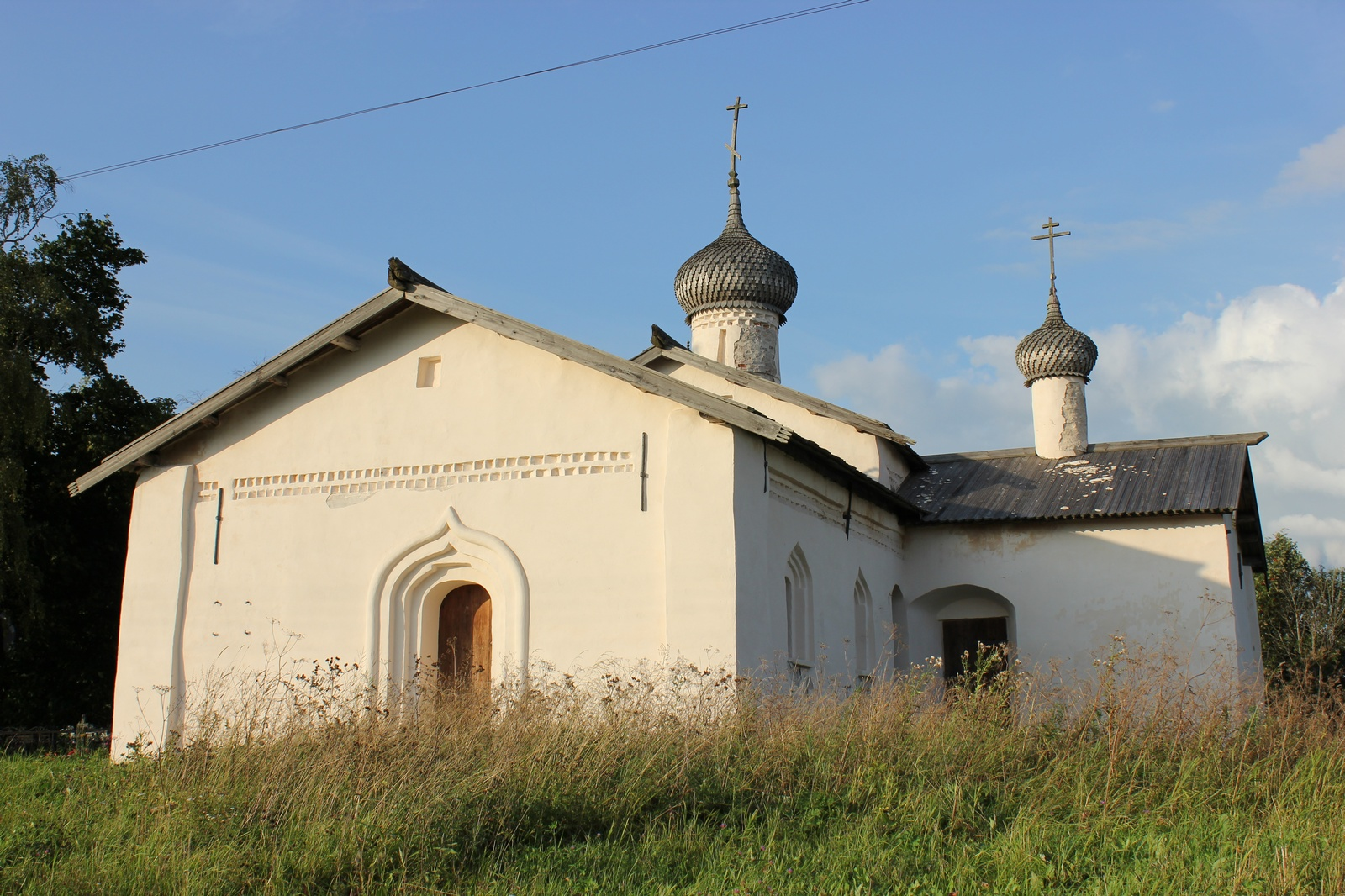
Церковь Василия Кесарийского (1686) в Чернавино[25]. 2013 год
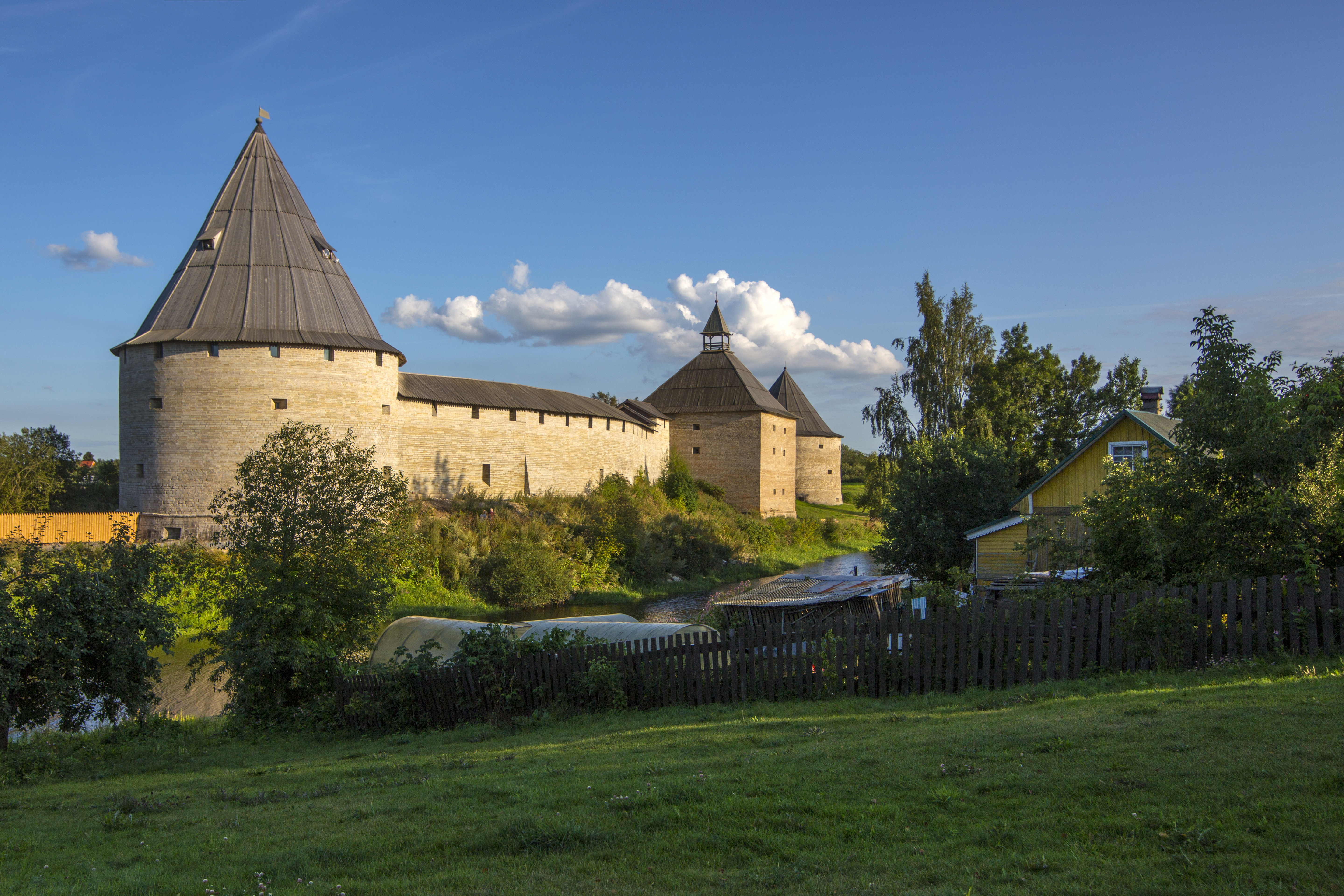
Староладожская крепость. 2017 год